# Мария Магдалина (линейный корабль, 1785)
«Мари́я Магдали́на» — 66-пушечный парусный линейный корабль Черноморского флота Российской империи. Один из пяти кораблей типа «Слава Екатерины», строившихся на Херсонской верфи. Был заложен 28 июня (9 июля) 1781 года, спущен на воду 16 (27) июня 1785 года. Строительство вёл С. И. Афанасьев по чертежам А. С. Катасанова.
Корабли данного типа имели такие же главные размерения, как и корабли, строившиеся в Архангельске: 48,8×13,5×5,8 м. Вооружались 30-, 12-, 8- или 6-фунтовыми пушками (всего от 66 до 72 орудий) и четырьмя «единорогами»). В мирное время экипаж составлял 476 человек, в случае войны мог увеличиваться до 688 человек.
Участвовал в русско-турецкой войне 1787—1792 годов.

## История службы
28 ноября 1785 года корабль перешёл из Херсона в Севастополь. В 1786 году «Мария Магдалина» в составе эскадры ходил в практическое плавание в Чёрное море, у берегов Крыма.
22 мая 1787 года корабль принимал участие высочайшем смотре флота на Севастопольском рейде, после которого до 12 августа был в практическом плавании.

### Русско-турецкая война
31 августа 1787 года с эскадрой контр-адмирала графа М. И. Войновича «Мария Магдалина» вышла из Севастополя и направилась к Варне для поиска турецких кораблей. 8 сентября у мыса Калиакра русская эскадра попала в сильный пятидневный шторм, во время которого корабль лишился всех мачт и бушприта. Были разрушены корма, руль, румпель, сорвало оба якоря. В течение пяти дней неуправляемый корабль дрейфовал в море и был вынесен в пролив Босфор. Командир В. Ф. Тиздель предложил команде затопить судно, однако офицеры не приняли это предложение.
13 (24) сентября 1787 года в Босфоре сильно повреждённый корабль был пленён турками. Экипаж свыше двух лет до размена пленных содержался в константинопольских тюрьмах в крайне тяжелых условиях, за это время умерли 3 офицеров, судовой священник и 68 нижних чинов.
Командиром корабля с 1785 по 1787 год бессменно служил В. Ф. Тиздель.